# Marthemont
Marthemont est une commune française située dans le département de Meurthe-et-Moselle en région Grand Est.

## Géographie
La commune comporte une rue principale nommée le Village ; un seul embranchement, menant à la chapelle, est souvent négligé.
| Viterne |            | Maizières |
|         | Marthemont |           |
| Germiny |            | Thélod    |

### Hydrographie
La commune est dans le bassin versant du Rhin au sein du bassin Rhin-Meuse. Elle est drainée par le ruisseau de la Saus,.

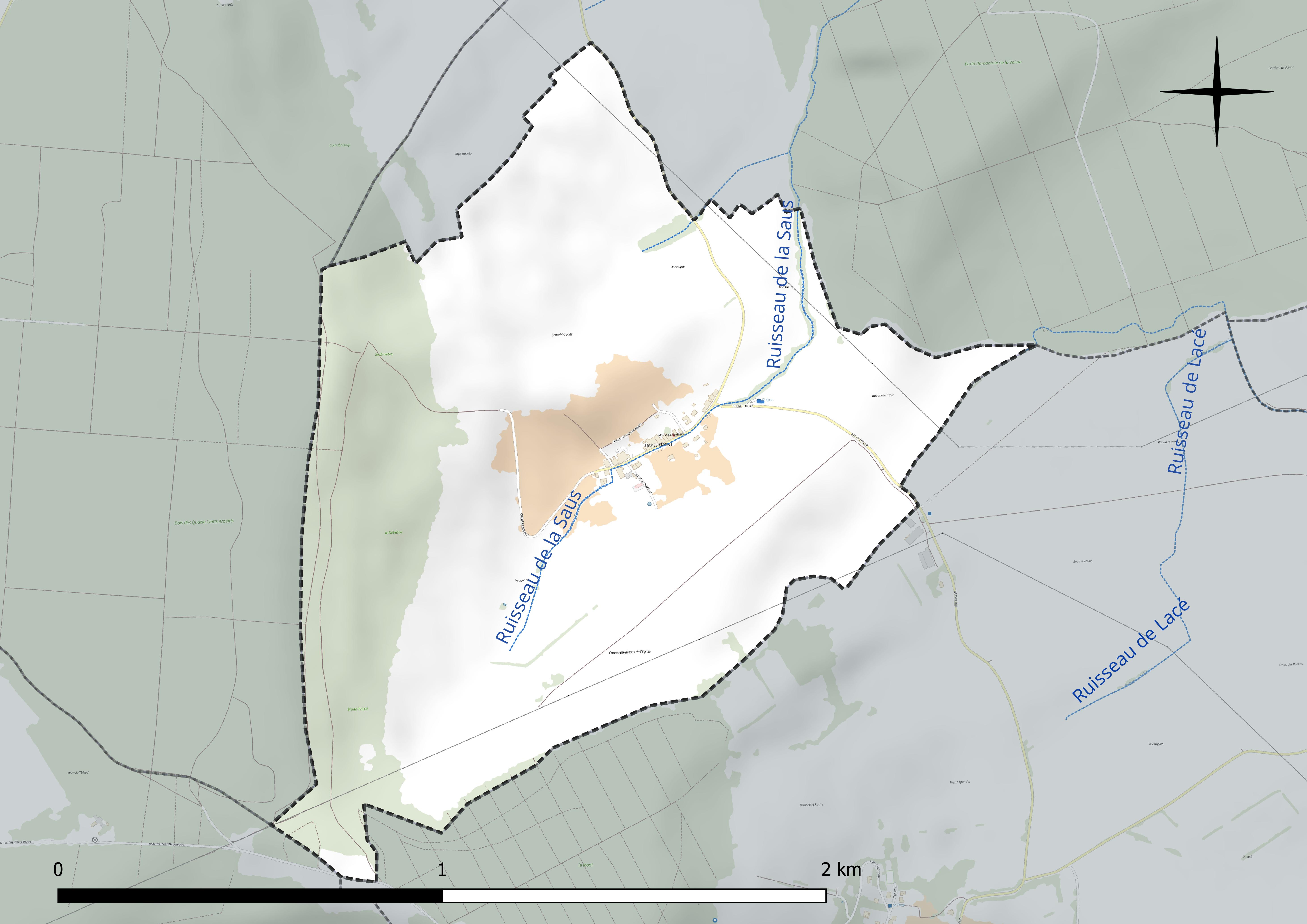
Réseau hydrographique de Marthemont.

### Climat
Pour des articles plus généraux, voir Climat du Grand Est et Climat de Meurthe-et-Moselle.
En 2010, le climat de la commune est de type climat des marges montargnardes, selon une étude du Centre national de la recherche scientifique s'appuyant sur une série de données couvrant la période 1971-2000. En 2020, Météo-France publie une typologie des climats de la France métropolitaine dans laquelle la commune est dans une zone de transition entre le climat océanique altéré et le climat océanique altéré et est dans la région climatique  Lorraine, plateau de Langres, Morvan, caractérisée par un hiver rude (1,5 °C), des vents modérés et des brouillards fréquents en automne et hiver. 
Pour la période 1971-2000, la température annuelle moyenne est de 9,7 °C, avec une amplitude thermique annuelle de 17 °C. Le cumul annuel moyen de précipitations est de 843 mm, avec 12,1 jours de précipitations en janvier et 9,4 jours en juillet. Pour la période 1991-2020, la température moyenne annuelle observée sur la station météorologique de Météo-France la plus proche, « Nancy-Ochey », sur la commune d'Ochey à 8 km à vol d'oiseau, est de 10,5 °C et le cumul annuel moyen de précipitations est de 810,4 mm. 
La température maximale relevée sur cette station est de 39,6 °C, atteinte le 25 juillet 2019 ; la température minimale est de −19,1 °C, atteinte le 12 janvier 1987,,. 
Les paramètres climatiques de la commune ont été estimés pour le milieu du siècle (2041-2070) selon différents scénarios d'émission de gaz à effet de serre à partir des nouvelles projections climatiques de référence DRIAS-2020. Ils sont consultables sur un site dédié publié par Météo-France en novembre 2022.

## Urbanisme

### Typologie
Au 1er janvier 2024, Marthemont est catégorisée commune rurale à habitat très dispersé, selon la nouvelle grille communale de densité à sept niveaux définie par l'Insee en 2022.
Elle est située hors unité urbaine. Par ailleurs la commune fait partie de l'aire d'attraction de Nancy, dont elle est une commune de la couronne,. Cette aire, qui regroupe 353 communes, est catégorisée dans les aires de 200 000 à moins de 700 000 habitants,.

### Occupation des sols
L'occupation des sols de la commune, telle qu'elle ressort de la base de données européenne d’occupation biophysique des sols Corine Land Cover (CLC), est marquée par l'importance des territoires agricoles (78,5 % en 2018), une proportion identique à celle de 1990 (78,5 %). La répartition détaillée en 2018 est la suivante : prairies (49,9 %), forêts (18 %), terres arables (16,7 %), zones agricoles hétérogènes (11,9 %), milieux à végétation arbustive et/ou herbacée (3,5 %). L'évolution de l’occupation des sols de la commune et de ses infrastructures peut être observée sur les différentes représentations cartographiques du territoire : la carte de Cassini (XVIIIe siècle), la carte d'état-major (1820-1866) et les cartes ou photos aériennes de l'IGN pour la période actuelle (1950 à aujourd'hui).

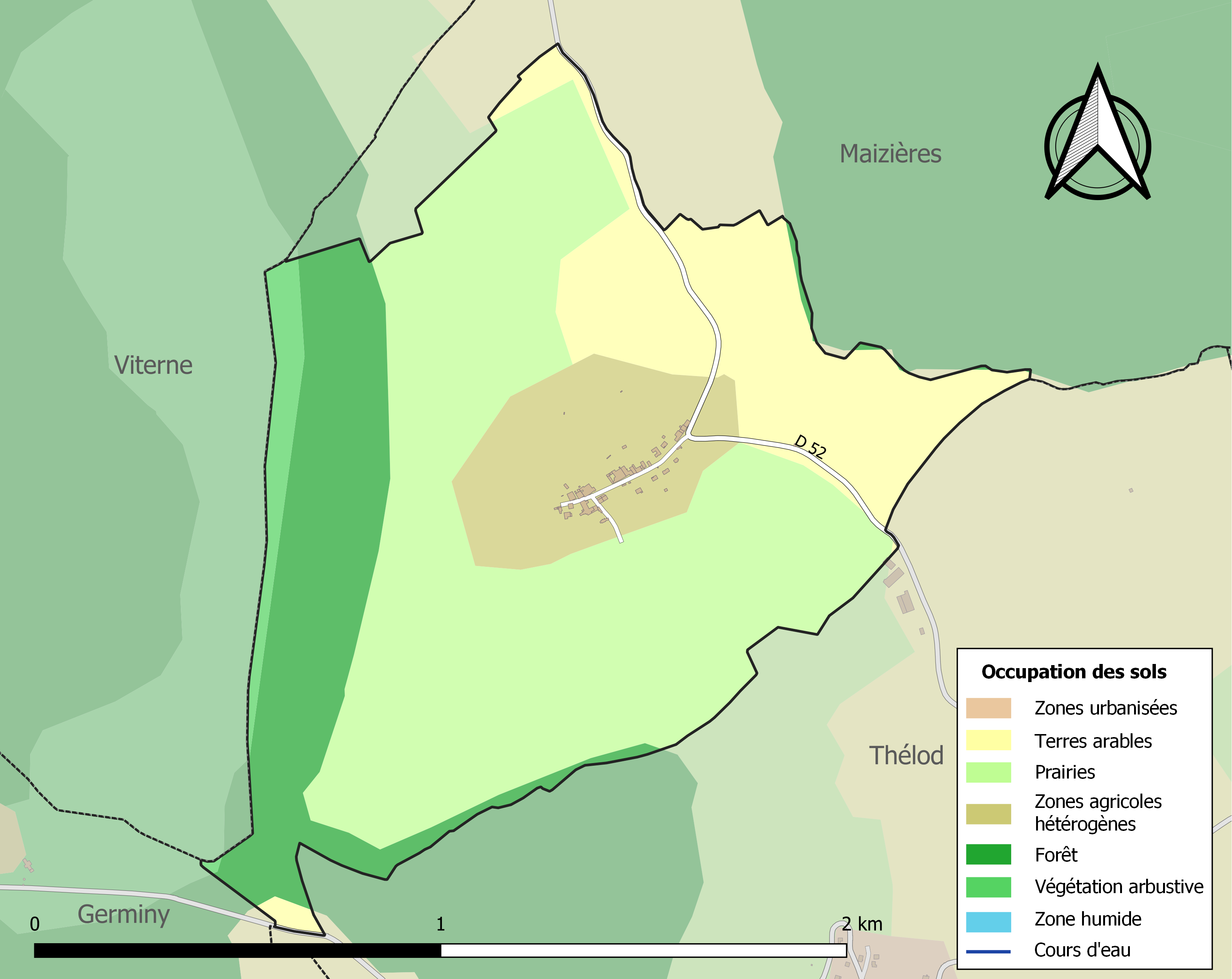
Carte des infrastructures et de l'occupation des sols de la commune en 2018 (CLC).

## Toponymie
Le nom de la localité est attesté sous les formes Martini mons cum ecclesia (1091) ; Mertemont (1408) ; Martemont (1550).

Le village de Marthemont tire son nom de la colline au flanc nord de laquelle il est situé. Il s'agit d'une formation médiévale en -mont, précédé du nom de personne Martin, d'où le sens global de « mont de Martin ». Ernest Nègre préfère donner une version latinisée, étant donné l'incertitude sur la date de formation exacte de ce toponyme, c'est-à-dire : nom de personne roman Martinus et montem.

## Histoire
Village natal d'Anne Claudot, née avant 1682, veuve de François Janson, qui a épousé Jacques René Depardieu dit Duval le 12 janvier 1717 à Nancy (paroisse Notre-Dame).
Les premiers registres d'état civil commencent en 1679, et sont signés : Gabriel François SALMON DELASALLE, curé de Marthemont.

## Politique et administration
Depuis le 1er janvier 2014, la commune fait partie de la communauté de communes Moselle et Madon.
| Période                                  | Période      | Identité            | Étiquette | Qualité                                   |
| ---------------------------------------- | ------------ | ------------------- | --------- | ----------------------------------------- |
| Les données manquantes sont à compléter. |              |                     |           |                                           |
| mars 1983                                | juillet 2020 | Gérard Fontaine     |           | Retraité salarié du secteur privé         |
| juillet 2020                             | En cours     | Philippe Eberhardt, |           | Ingénieur ou cadre technique d'entreprise |

## Population et société

### Démographie
L'évolution du nombre d'habitants est connue à travers les recensements de la population effectués dans la commune depuis 1793. Pour les communes de moins de 10 000 habitants, une enquête de recensement portant sur toute la population est réalisée tous les cinq ans, les populations de référence des années intermédiaires étant quant à elles estimées par interpolation ou extrapolation. Pour la commune, le premier recensement exhaustif entrant dans le cadre du nouveau dispositif a été réalisé en 2005.

En 2022, la commune comptait 51 habitants, en évolution de +21,43 % par rapport à 2016 (Meurthe-et-Moselle : −0,13 %, France hors Mayotte : +2,11 %).
| 1793 | 1800 | 1806 | 1821 | 1831 | 1836 | 1841 | 1846 | 1851 |
| ---- | ---- | ---- | ---- | ---- | ---- | ---- | ---- | ---- |
| 123  | 104  | 103  | 115  | 100  | 86   | 93   | 89   | 83   |

| 1856 | 1861 | 1872 | 1876 | 1881 | 1886 | 1891 | 1896 | 1901 |
| ---- | ---- | ---- | ---- | ---- | ---- | ---- | ---- | ---- |
| 78   | 79   | 82   | 71   | 61   | 61   | 59   | 52   | 57   |

| 1906 | 1911 | 1921 | 1926 | 1931 | 1936 | 1946 | 1954 | 1962 |
| ---- | ---- | ---- | ---- | ---- | ---- | ---- | ---- | ---- |
| 54   | 60   | 48   | 44   | 40   | 38   | 27   | 26   | 32   |

| 1968 | 1975 | 1982 | 1990 | 1999 | 2005 | 2006 | 2010 | 2015 |
| ---- | ---- | ---- | ---- | ---- | ---- | ---- | ---- | ---- |
| 31   | 21   | 23   | 34   | 33   | 34   | 35   | 44   | 43   |

| 2020 | 2022 | - | - | - | - | - | - | - |
| ---- | ---- | - | - | - | - | - | - | - |
| 48   | 51   | - | - | - | - | - | - | - |

## Culture locale et patrimoine

### Lieux et monuments

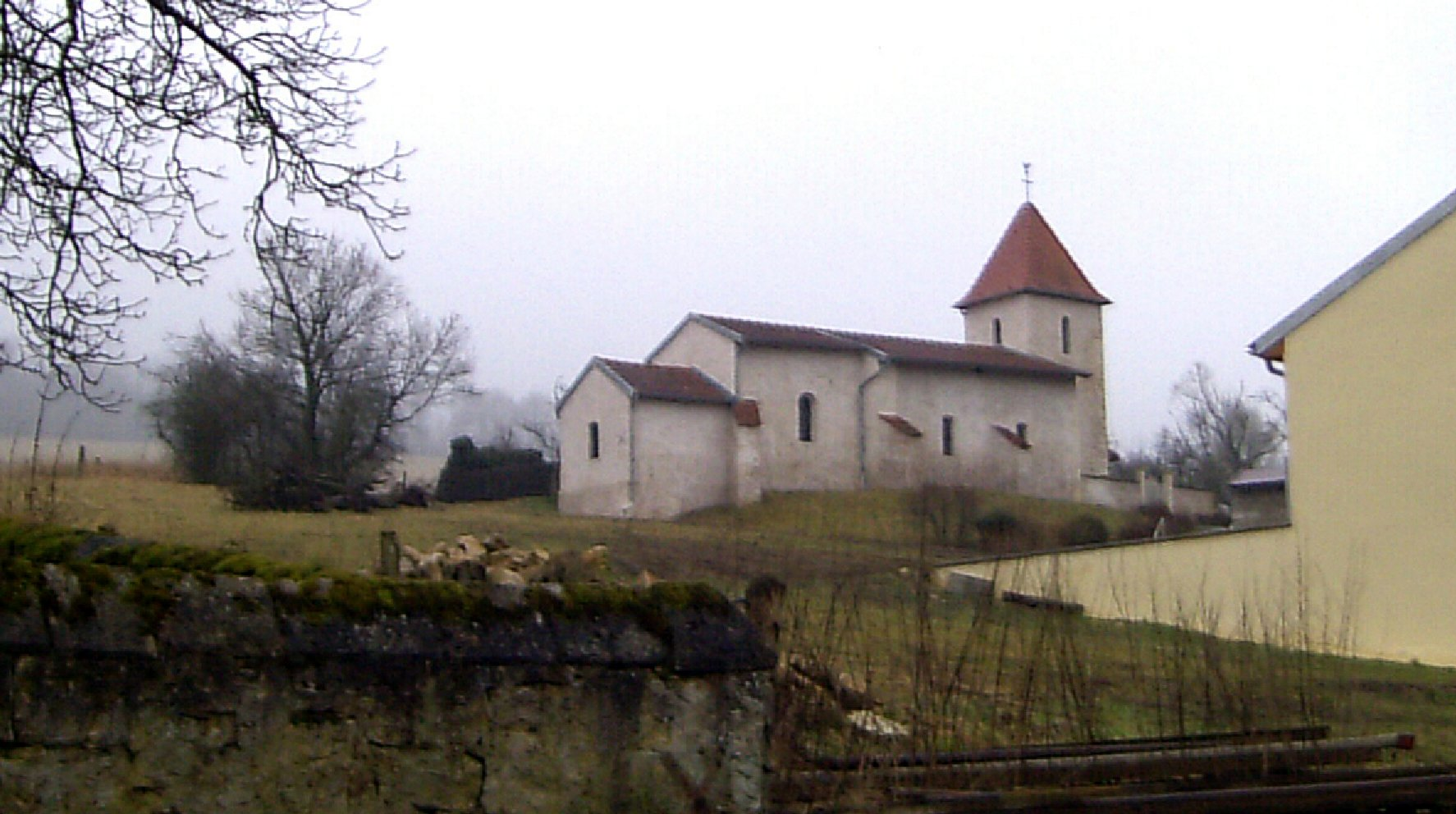
L'église de l'Assomption.

- Église paroissiale de l'Assomption de la Vierge, possède quelques vestiges romans : l'arcade en plein cintre qui sépara la nef du chœur, deux chapiteaux dans le chœur et un portail bouché dans le mur sud de la nef, muni d'un arc tréflé déjà gothique : chœur roman du XIIe siècle, nef et tour du XVIIIe siècle.

### Héraldique, logotype et devise
La commune ne possède pas de blason, ni historiquement rattaché à la commune, ni adopté à l'époque contemporaine.
À noter qu'un blason « D'argent à une montagne de sinople de trois coupeaux surmontée d'une marmite de sable » circule souvent sur internet mais qu'il n'a aucun fondement.